# Luiz Torquato
Luiz Torquato (Santos, 27 de dezembro) é um jornalista, radialista e mestre de cerimônias brasileiro. Começou a carreira no início dos anos 80 na 98 FM, hoje Rádio Globo RJ, emissora do Sistema Globo de Rádio.
Atuou em importantes emissoras do país, como Jovem Pan, Metropolitana FM, Transamérica Hits e a inesquecível Rádio Cidade. Também tem passagens pelas principais emissoras de Santos - Cultura, Tribuna, Guarujá e Saudade, onde foi líder de audiência. Trabalhou na Rádio Globo, onde apresentou o programa Agito Geral, aos sábados, das 8 à meia-noite e o Globo na Rede, para São Paulo e parte da rede, aos domingos, das 10 da manhã ao meio-dia. Apresentou também o programa Gente Como a Gente, na companhia de jornalista Vanessa Di Sevo, durante as tardes de segunda a sexta-feira, entre 13 horas e 15 horas, pela Rádio Globo São Paulo. Luiz Torquato trabalhou também na Rede Transamérica Hits, onde apresentava o Ti Ti Ti, ao lado de Márcia Mayumi, e continua fazendo parte da equipe de locutores da Gazeta FM, uma das mais ouvidas em São Paulo. Atualmente, está no ar nas manhãs da Guarujá FM 104,5 e também faz assessoria artística para as emissoras Santa Cecília FM e Guarujá FM, em Santos. 